# 圓周率日
慶祝圓周率π的特別日子有兩天：圓周率日（英語：Pi Day，又译π节）和圓周率近似值日。

## 圓周率日

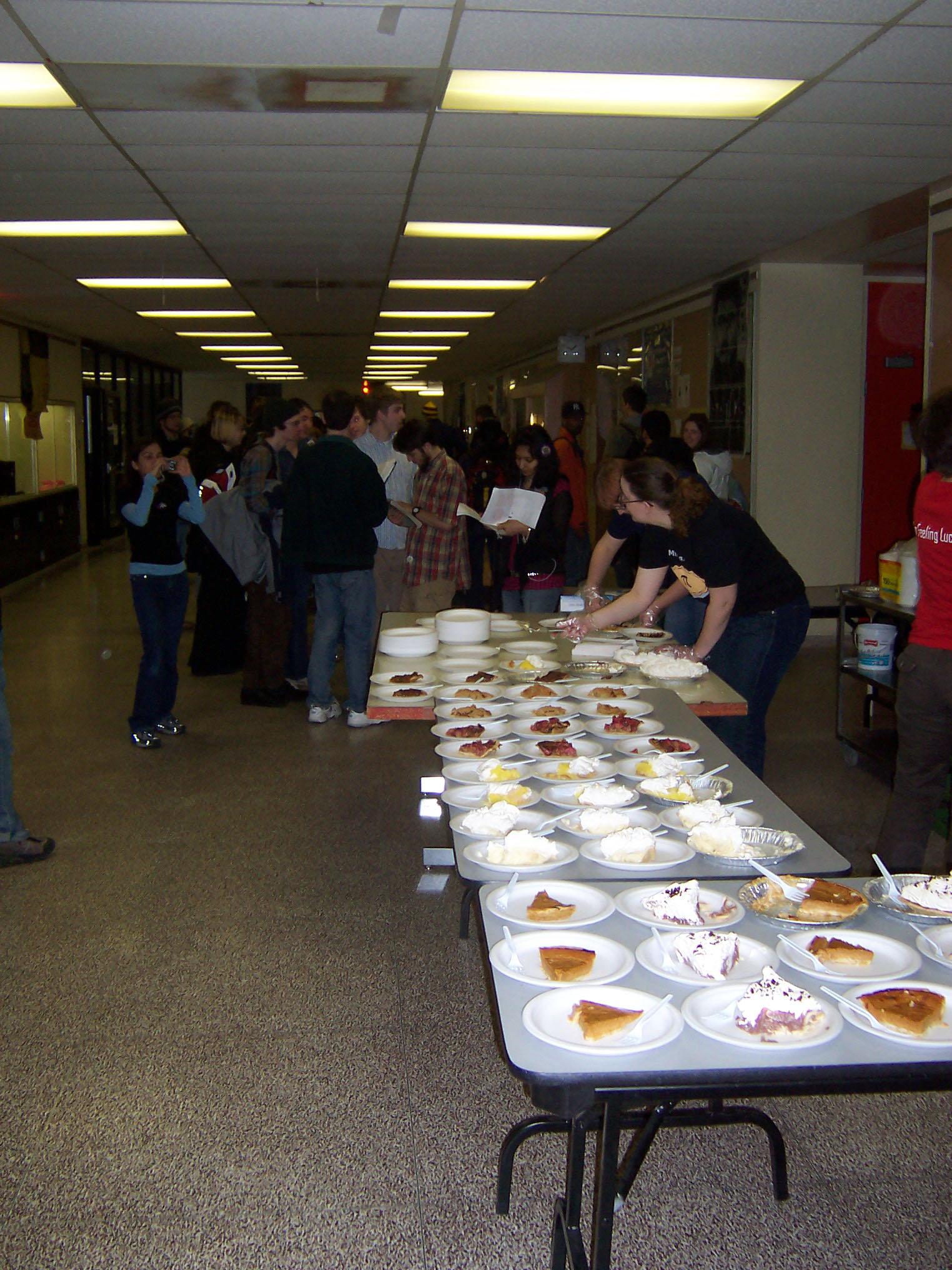
在圓周率日當天，滑鐵盧大學會以供應免費的餡餅當慶祝。

3月14日是圓周率日，從圓周率常用的近似值3.14而來。通常是在下午1時59分慶祝，以象徵圓周率的六位近似值3.14159。一些用24小時制記時的人會改在凌晨1時59分或下午3时9分（15时9分）。全球各地的一些大學數學系在這天開派對慶祝。
美国麻省理工学院首先倡议将3月14日（寓意3.14）定为国家圆周率日（National Pi Day）。2009年美国众议院正式通过将每年的3月14号设定为“圆周率日”（Pi day）（HRES 224）
3月14日也是美國猶太物理學家阿爾伯特·愛因斯坦的生日、德國思想家卡爾·馬克思和英國宇宙學家史蒂芬·霍金的忌日以及白色情人節。
這一天有不同的慶祝方式。一些圓周率會的人們會聚在一起思考圓周率在他們生活中的角色，和沒有了圓周率的世界會是怎樣。圓周率日慶祝者也會賦予圓周率不同含義：吃圓周率，玩圓周率，喝圓周率——這裡圓周率（pi）分別等於餡餅（pie），彩罐遊戲（piñata），和一種雞尾酒（piña colada，椰子菠萝汁）。Google於2018年3月14日以法國廚師多米尼克·安塞爾（Dominique Ansel）製作的鹹焦糖蘋果派做為首頁塗鴉慶祝圓周率日30週年，並在網站貼出製作過程的影片及食譜。近年以来，得益于超级计算机的帮助，有些团队在圆周率日发布将π计算至极多位数（截止至2025年这个数值达到105万亿）的大型计算项目成果。
「終極」圓周率日是1592年3月14日上午6時53分58秒。這時間以美國式記法是3/14/1592 6:53:58，對應了圓周率的十二位近似值3.14159265358。

## 圓周率近似值日
圓周率近似值日有兩天，7月22日（英國式日期記作 22/7，看成圓周率的近似分數）；或者4月26日，這天地球公轉了大約兩個天文單位距離，以地球公轉軌道長度除以這距離等於圓周率。
從祖沖之求得的圓周率（通過逕一周三之法）更近似分數{\displaystyle {\frac {355}{113}}}，給出了慶祝圓周率的又一個日子，就是在一年的第355日下午1時13分（平年是12月21日，閏年則是12月20日）。

## 圓周率時
2015年3月14日上午9時26分53秒，為每百年一次的圓周率時（3.141592653...）。